# Dolmen du Calvaire

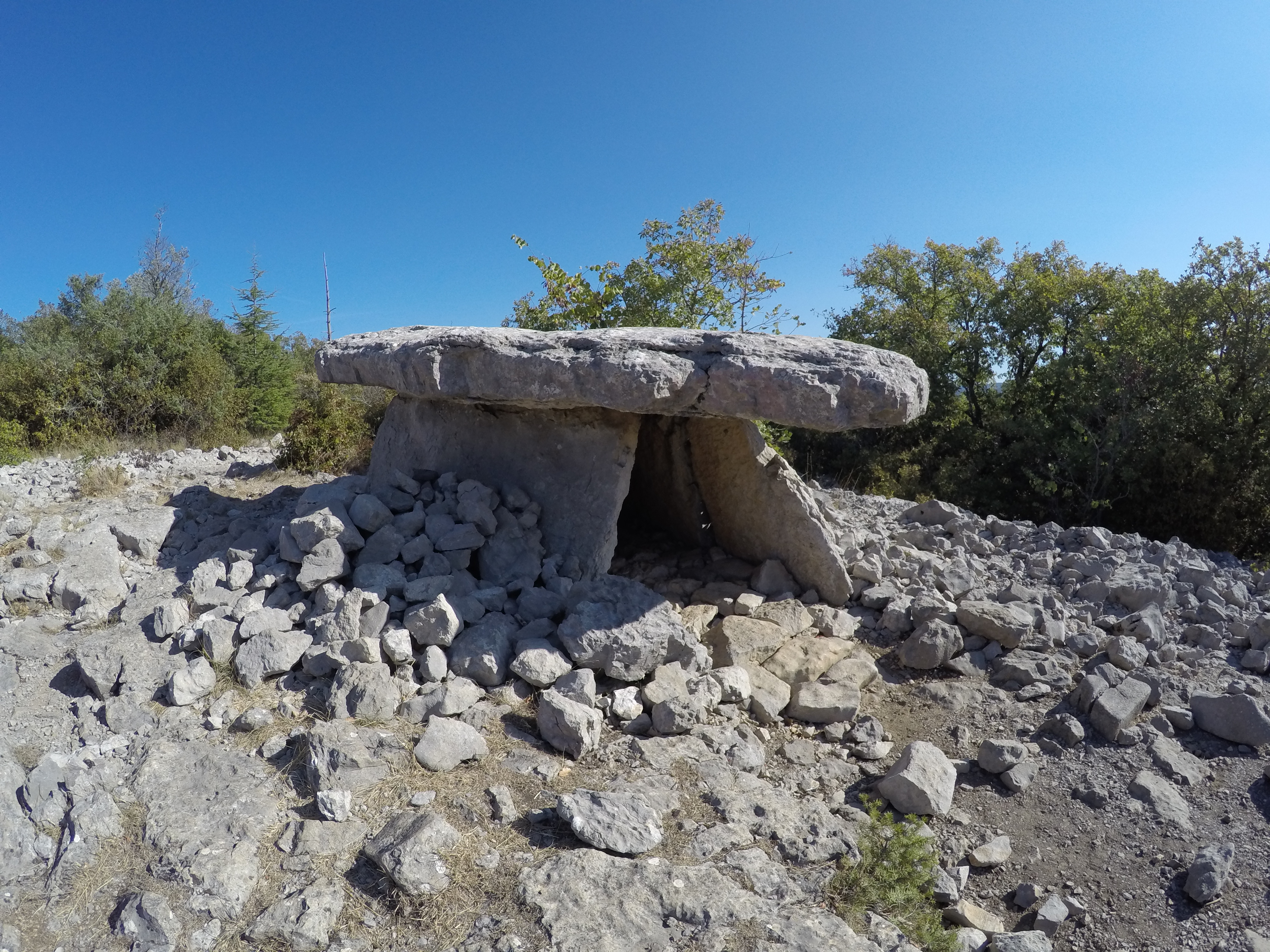
Dolmen du Calvaire No. 1

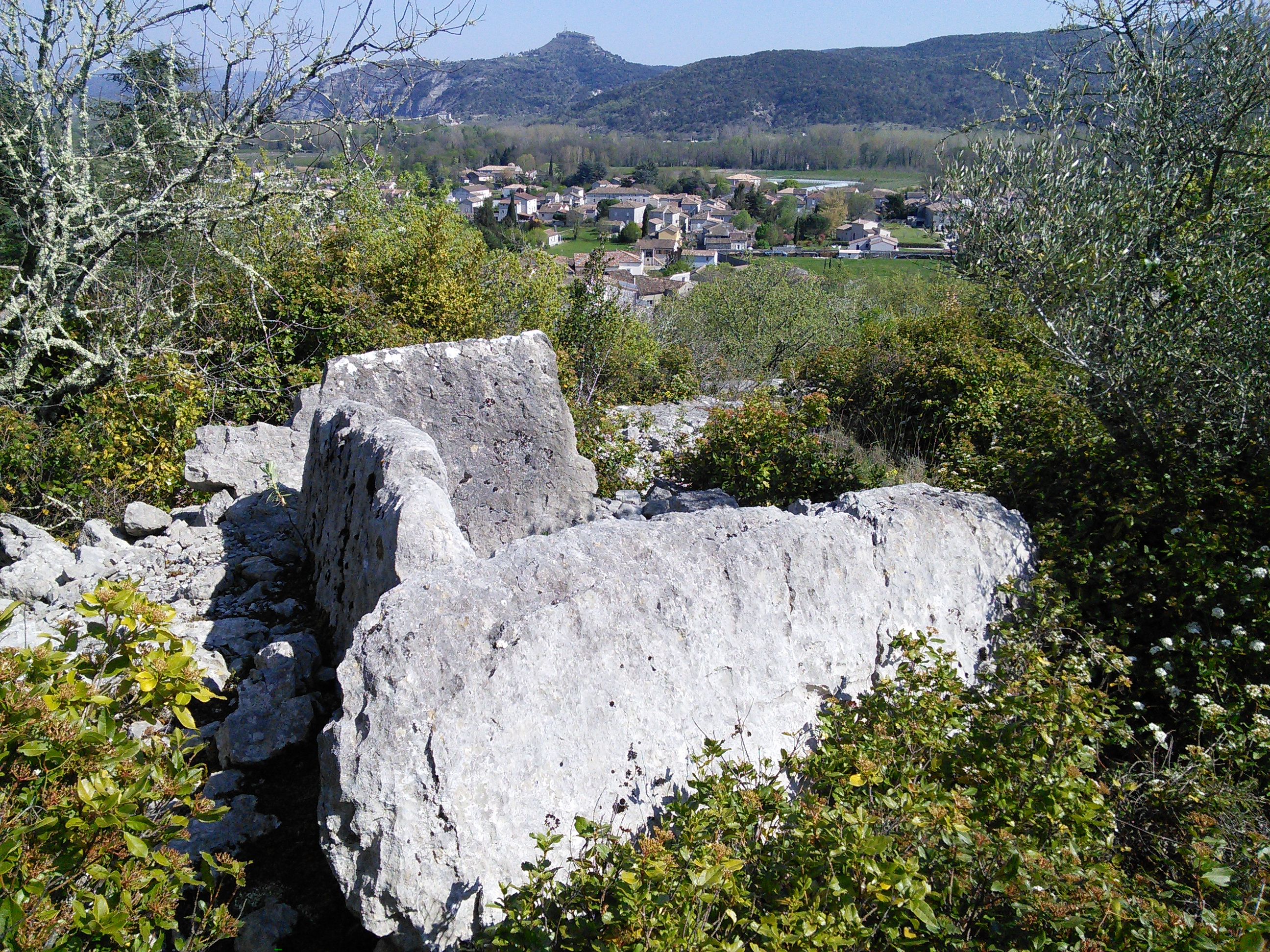
Dolmen du Calvaire No. 2

Dva dolmen du Calvaire se nacházejí na kopci nad řekou Chassezac (přítok Ardèche ), poblíž osady Calvaire poblíž obce Saint-Alban-Auriolles, západně od Vallon-Pont-d'Arc v regionu Occitania. Francie. Jsou součástí „Dolmens de l'Ardèche“, která s 800 dolmeny tvoří druhou největší megalitickou oblast za Bretaní. Ve Francii je dolmen obecný termín pro megalitické struktury všeho druhu (viz: francouzská nomenklatura ).
Křížová cesta vede až ke kapli ze 16. století. Asi 60 metrů před kaplí je Dolmen č. 2 du Calvaire. Stropní deska chybí a i jinak je vážně poškozen. Asi 70 metrů za kaplí je do značné míry neporušený Dolmen du Calvaire č. 1, megalitický komplex „typu Languedoc“. K dispozici jsou všechny tři nosné kameny vyrobené z místního kamenného materiálu. Stejně jako u mnoha dolmenů je přístup na jihovýchodě. Aasi 30 cm silná stropní deska měří 4 × 4.2 m. Její hmotnost se odhaduje na 11 tun. Tyto dva dolmeny jsou památkově chráněným objektem od roku 1889. Jejich stáří se odhaduje mezi 5 000 a 4 000 lety před naším letopočtem.

## Legenda
Podle legendy se dolmenům říká „vílí klobouk“: kdysi zde žila krásná mladá víla s velkým kloboukem. Skákala z kamene na kámen, až si jednoho dne uvědomila, že ji sleduje šelma. Aby se zachránila, položila klobouk na šelmu na místě, kde je dnes dolmen.